# 威爾金森功率分配器

微帶線組成的功率分配器

威爾金森功率分配器是一種微波电路元件，是一種功率分配器。它可以讓輸出端口互相隔離，同时所有端口都阻抗匹配。 威尔金森的设计也可用作为一个功率合成器，因为它是由被动组件 ，因此互易的。1960年，威尔金森（Ernest J. Wilkinson）設計出此電路。目前这种电路广泛使用中在无线电通信系统裡，因為它輸出端口具有高度隔離度，可以防止輸出端口之間的串擾。

## 等分功率

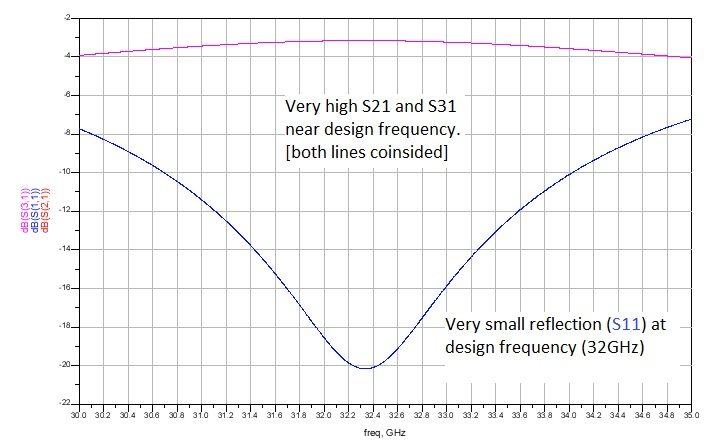
威爾金森功率分配器輸出結果。 約為3db， 在設計頻率附近時很低。

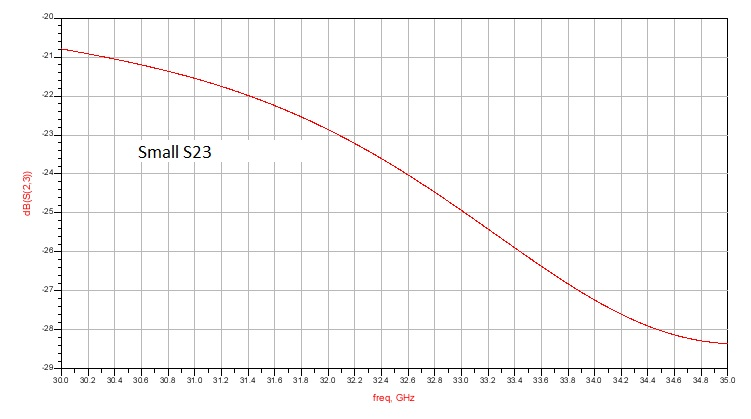
顯示端口2和3之間非常高的隔离度

它使用了四分之一波長轉換器，这可以很容易在印刷电路板實現。它还可以使用其他形式的传输线路（例如同轴电缆）或集中式电路元件(電感和电容)。
威爾金森功率分配器的散射矩陣為
{\displaystyle [S]={\frac {-j}{\sqrt {2}}}{\begin{bmatrix}0&1&1\\1&0&0\\1&0&0\\\end{bmatrix}}}
此S 矩阵显示，威爾金森功率分配器是互易的({\displaystyle S_{ij}=S_{ji}})，且终端相匹配({\displaystyle S_{11},S_{22},S_{33}=0})，输出端是互相隔離的({\displaystyle S_{23},S_{32}}=0)，并功率均分({\displaystyle S_{21}=S_{31}})。此矩陣非么正矩陣，因此公分器是有損的。一个理想威爾金森功率分配器将产生3db損耗 {\displaystyle S_{21}=S_{31}=-3\,{\text{dB}}=10\log _{10}({\frac {1}{2}})}中。 
根據网络理論，二端口網絡不能同時滿足三个条件：無損、互易、端口匹配。威爾金森功率分配器满足端口匹配和互易，但是有損。 
當端口2和3處的信號同相且幅度相等時，不會發生損耗。如果輸入噪聲進入端口2和3的，端口1的噪聲不會增加，一半的噪聲功率會消耗在電阻中。 
通过级联，输入功率可能会被分到任何 {\displaystyle n}個輸出端口。

## 不等分功率

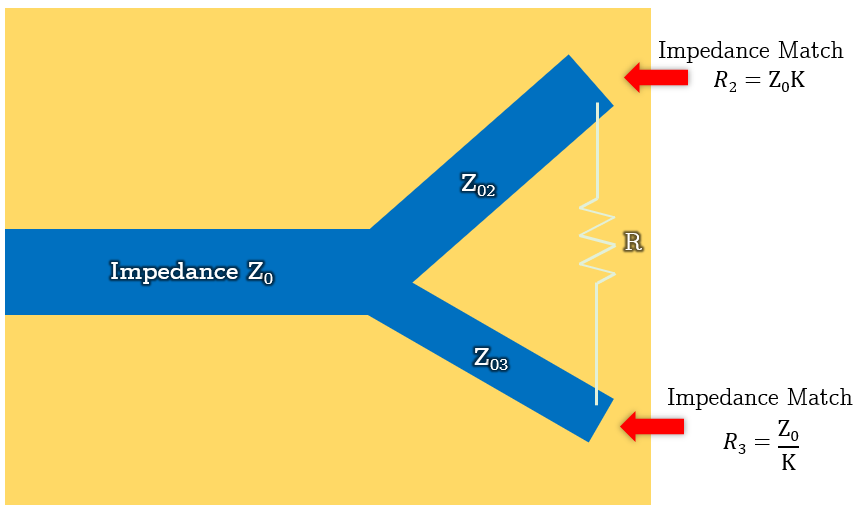
兩個分支的阻抗不同，以實現不平均的功率分配。兩個分支的輸出阻抗也不同。

如果端口2和3的連接臂以不相等的阻抗連接，則可以實現不相等的功率分配。 
當特徵阻抗為{\displaystyle Z_{0}}時，想要將功率分配為 {\displaystyle P_{2}} 和 {\displaystyle P_{3}}，且 {\displaystyle P_{2}} ≠ {\displaystyle P_{3}}，可以創造以下等式：
定義 {\displaystyle K}為 {\displaystyle K^{2}={\frac {P_{3}}{P_{2}}}}
设计方法是：
{\displaystyle Z_{02}=Z_{0}{\sqrt {\frac {1+K^{2}}{K^{3}}}}}
{\displaystyle Z_{03}=Z_{0}{\sqrt {K(1+K^{2})}}=K^{2}Z_{02}}
{\displaystyle R=Z_{0}(K+{\frac {1}{K}})}
當 {\displaystyle K=1}時，就得到功率均分的威爾金森功率分配器。
- 功率分配器與定向耦合器